# Sarah Andrews
Sarah Andrews (1 de enero de 1949) es una escritora, geóloga y exploradora estadounidense, autora de doce novelas de misterio basadas en la ciencia y de varias historias cortas. Muchas de las novelas presentan al geólogo forense Em Hansen y tienen lugar en la región de las Montañas Rocosas de los Estados Unidos. Con el fin de escribir su novela In Cold Pursuit, Andrews se desplazó hacia la Antártida en una comitiva de exploración.

## Carrera
Sus novelas han sido alabadas por su combinación de ciencia y trabajo detectivesco dentro del género de misterio. En 2005, la National Science Foundation otorgó a Andrews una beca de artistas y escritores y se desplegó a través de la Estación Antártica McMurdo, a campos remotos para investigar una undécima novela que presenta a la glacióloga ficticia Valena Walker. 
Andrews ha ganado numerosos premios por sus escritos, incluida la Medalla del Presidente de la Sociedad Geológica de América y el Premio de Periodismo de la Asociación Estadounidense de Petroleros Geólogos, ahora llamado Premio de Geociencias en los Medios.
Más allá de su carrera como geóloga y novelista, Andrews ha reflexionado sobre la geología en sí misma desde varios ángulos. Su libro Pensamiento espacial con una diferencia: un tratado heterodoxo sobre la mente del geólogo describe cómo utiliza la simulación episódica para comprender los sucesos geológicos pasados y futuros. Ella ha considerado cómo los geólogos actúan como detectives y cómo su experiencia como mujer impactó su enfoque de la geología. Y en una breve nota sobre geofilosofía, señala que es "importante saber que la ciencia involucra no solo la recopilación de hechos, sino también una variedad de lógicas y razonamientos, algunos de los cuales varían de una división de la ciencia a otra".

## Obra
- Tensleep - 1994
- A Fall in Denver - 1995
- Mother Nature - 1997
- Only Flesh and Bones - 1998
- Bone Hunter - 1999
- An Eye For Gold - 2000
- Fault Line - 2002
- Killer Dust - 2003
- Earth Colors - 2004
- Dead Dry - 2005
- In Cold Pursuit - 2007
- Rock Bottom - 2012